# NORD.LINK
НордЛінк (англ. NordLink) - це збудований підводний силовий кабель ВЛПС(HVDC) між Норвегією та Німеччиною. Кабель, довжиною більш ніж 623 км, має потужність 1400 Мегават та напругу 525 кВ. Його вартість 1,5-2 мільярди євро, які було профінансовано у 2015,  коли Statnett вирішила реалізувати проект. Інтерконектор заплановано збудувати між новими підстанціями у Ертсміра (поблизу Тонстаду) у Норвегії та підстанції Вілстер, Шлезвіг-Гольштейн у Німеччині. Очікувалося, що нове з'єднання буде протестовано наприкінці 2019 та введено в роботу в 2020.
Норвезька державна компанія та оператор дистрибуції, Statnett SF, володіє 50% проекту, в той час як оператор голландської системи передачі TenneT TSO та німецький державний банк KfW володіє іншою половиною. Кабель між Норвегією та Німеччиною перерахований в списку проектів загального інтересу ЄС.
Станом на кінець 2017 року було прокладено кілька кабелів і будувався підводний зв'язок.
З 27 травня 2021 року підводний зв'язок функціонує. З'єднав вітрові та сонячні електростанції Німеччини з гідроакумулюючими електростанціями Норвегії.